# Stora Malmbergstjärnen
Stora Malmbergstjärnen är en sjö i Filipstads kommun i Värmland och ingår i Göta älvs huvudavrinningsområde.